# Appenzell (cantão)

Brasão do Cantão de Appenzell.

Appenzell é um cantão histórico da Suíça dividido em dois semicantões:
- Appenzell Exterior
- Appenzell Interior

Em 1513 o Appenzell junta-se à Confederação como o 13° cantão. Em 1597 ocorre a divisão por motivos religiosos: o cantão de Appenzell Exterior tem maioria protestante, enquanto o Appenzell Interior tem maioria católica.